# Caladbolg

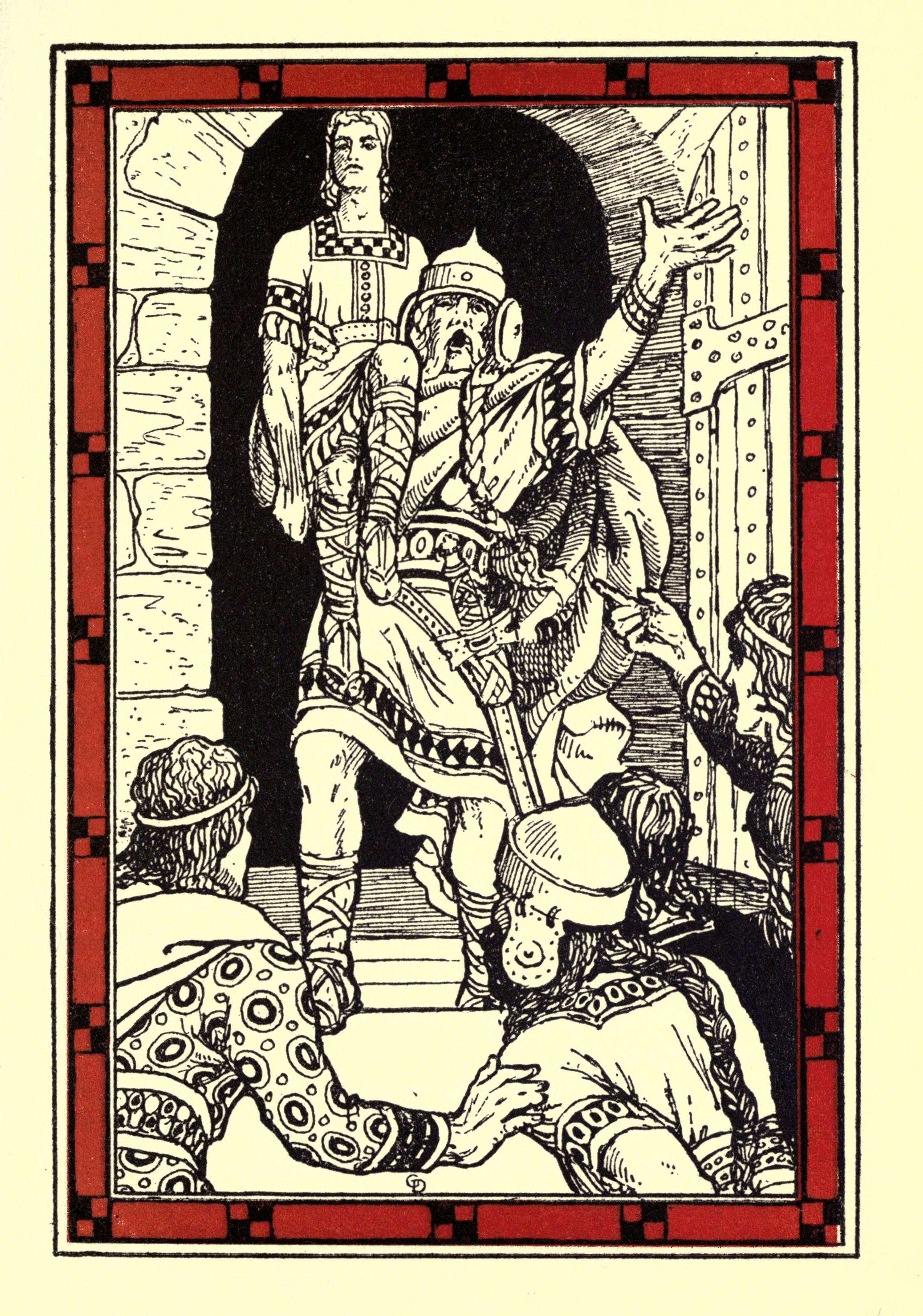
Illustration de Fergus mac Róich portant Sétanta, l'épée au côté. (George Denham, 1909).

Dans la mythologie celtique irlandaise, Caladbolg (ou Caladcholg) est le nom de l’épée magique de Fergus Mac Roeg.

## Présentation
Le sens du nom est « foudre dure ». Tenue à deux mains, au moment de frapper l’ennemi, elle prend la dimension d’un arc-en-ciel. Elle peut alors araser les collines, passant au-dessus des armées.
Lors de l’ultime bataille de la Táin Bó Cúailnge (« Razzia des vaches de Cooley »), Fergus attaque le roi d’Ulster Conchobar Mac Nessa et lui assène un coup si puissant qu’il fait « crier » son bouclier. Alors qu’il s’apprête à massacrer un grand nombre d’Ulates, il est ceinturé par Cormac Cond Longas qui le persuade de détourner sa fureur guerrière vers les trois collines qui se trouvent dans le marais. Depuis, les collines écimées portent le nom de « Chauves de Mide ».
Le nom est à rapprocher d’une autre arme magique, la Gae bolga de Cúchulainn, le javelot-foudre. Il serait à l’origine de Caledfwlch, nom gallois d’Excalibur, l’épée du roi Arthur.